# 리얼로망스 연애편지
《리얼로망스 연애편지》는 2004년 10월 16일부터 2006년 10월 28일까지 방영된 SBS의 실제상황 토요일 예능 프로그램이다.

## 시즌 1 방영목록

### 2004년
| 회차   | 방송일                | 출연진                                    | 퍼펙트맨 | 비고 |
| ------ | --------------------- | ----------------------------------------- | -------- | ---- |
| 1 ~ 2  | 10월 16일 ~ 10월 23일 | 남자 : 신화, 신정환, 천명훈 여자 : 김정은 | 신혜성   |      |
| 3 ~ 4  | 11월 6일 ~ 11월 13일  | 남자 : 신화, 신정환, 천명훈 여자 : 한가인 | 전진     |      |
| 5 ~ 6  | 11월 20일 ~ 11월 27일 | 남자 : 신화, 신정환, 천명훈 여자 : 김민정 | 신혜성   |      |
| 7 ~ 8  | 12월 4일 ~ 12월 11일  | 남자 : 신화, 신정환, 천명훈 여자 : 하지원 | 에릭     |      |
| 9 ~ 10 | 12월 18일 ~ 12월 25일 | 남자 : 신화, 신정환, 천명훈 여자 : 한은정 | 김동완   |      |

### 2005년
| 회차    | 방송일              | 출연진                                                                                  | 퍼펙트맨 | 비고        |
| ------- | ------------------- | --------------------------------------------------------------------------------------- | -------- | ----------- |
| 11      | 1월 1일             | 명장면 특집                                                                             |          |             |
| 12 ~ 13 | 1월 8일 ~ 1월 15일  | 남자 : 신화, 신정환, 천명훈, 김종민 여자 : 장신영                                       | 앤디     | 김종민 합류 |
| 14 ~ 15 | 1월 22일 ~ 1월 29일 | 남자 : 신화, 신정환, 천명훈, 김종민 여자 : 한지혜                                       | 민우     |             |
| 16 ~ 17 | 2월 5일 ~ 2월 12일  | 남자 : 이휘재, 홍경민, 환희, 브라이언, 온주완, 신정환, 천명훈, 김종민 여자 : 유민       | 김종민   |             |
| 18 ~ 19 | 2월 19일 ~ 2월 26일 | 남자 : 앤디, 브라이언, 이승기, 우정태, 온주완, 이정, 빽가, 신정환, 천명훈 여자 : 이다해 | 브라이언 |             |
| 20 ~ 21 | 3월 5일 ~ 3월 12일  | 남자 : 은지원, 앤디, 윤택, 후니훈, 테이, 최현호, 온주완, 신정환, 천명훈 여자 : 김선아   | 신정환   |             |
| 22 ~ 23 | 3월 19일 ~ 3월 26일 | 남자 : 앤디, 팀, 테이, 민경훈, 윤택, 후니훈, 신정환, 천명훈 여자 : 한채영               | 후니훈   |             |
| 24 ~ 25 | 4월 2일 ~ 4월 9일   | 남자 : 앤디, 팀, 배기성, 민경훈, 하하, 윤택, 채건, 신정환, 천명훈 여자 : 손태영         | 팀       |             |
| 26      | 4월 16일            | 연애편지 시즌 1 총결산                                                                  |          |             |

## 시즌 2 방영목록

### 2005년
| 회차    | 방송일                | 출연진 | 퍼펙트 커플                                                                                   | 비고                                               |
| ------- | --------------------- | --- | --------------------------------------------------------------------------------------------- | -------------------------------------------------- |
| 1 ~ 2   | 4월 23일 ~ 4월 30일   | 남자 : 조성모, 전진, 앤디, 팀, 알렉스, 신정환, 천명훈 여자 : 소유진, 홍수현, 박정아, 이지현, 빈우, 장영란, 이영아                 | 조성모 & 박정아                                                                               |                                                    |
| 3 ~ 4   | 5월 7일 ~ 5월 14일    | 남자 : 성시경, 전진, 앤디, 팀, 민경훈, 신정환, 천명훈 여자 : 한은정, 전혜빈, 빈우, 현영, 홍수아, 장영란, 공현주                   | 성시경 & 한은정                                                                               |                                                    |
| 5 ~ 6   | 5월 21일 ~ 5월 28일   | 남자 : 전진, 앤디, 테이, 민경훈, 손성희, 신정환, 천명훈 여자 : 황인영, 전혜빈, 빈우, 채연, 장영란, 최자혜, 심은진                 | 천명훈 & 황인영 민경훈 & 채연                                                                 |                                                    |
| 7 ~ 8   | 6월 4일 ~ 6월 11일    | 남자 : 김정훈, 전진, 앤디, 팀, 민경훈, 신정환, 천명훈 여자 : 옥주현, 전혜빈, 김빈우, 장영란, 서인영, 홍수아, 이영아               | 민경훈 & 김빈우 팀 & 옥주현 전진 & 전혜빈 김정훈 & 이영아                                     |                                                    |
| 9 ~ 10  | 6월 18일 ~ 6월 25일   | 남자 : 전진, 팀, 하하, 이상우, 하석진, 신정환, 천명훈 여자 : 박정아, 이지현, 장영란, 빈우, 이수경, 최지연, 최자혜                 | 이상우 & 박정아 전진 & 이수경 하석진 & 빈우 천명훈 & 최지연 팀 & 최자혜                       |                                                    |
| 11 ~ 12 | 7월 2일 ~ 7월 9일     | 남자 : 성시경, 전진, 앤디, 팀, MC몽, 신정환, 천명훈 여자 : 양미라, 빈우, 장영란, 이지현, 이수경, 배성희, 채연                     | 전진 & 이수경 앤디 & 배성희 성시경 & 빈우 팀 & 양미라                                         |                                                    |
| 13 ~ 14 | 7월 16일 ~ 7월 23일   | 남자 : 신혜성, 전진, 앤디, 팀, MC몽, 신정환, 천명훈 여자 : 빈우, 장영란, 강정화, 추소영, 최지연, 이수경, 이수경, 이영아           | 신혜성 & 이영아 전진 & 이수경 앤디 & 추소영 MC몽 & 최지연                                     |                                                    |
| 15 ~ 16 | 7월 30일 ~ 8월 6일    | 남자 : 민경훈, 앤디, 팀, 하석진, 김현중, 신정환, 천명훈 여자 : 전혜빈, 서지영, 사강, 추소영, 장영란, 이지현, 신민희               | 김현중 & 전혜빈 민경훈 & 서지영 팀 & 신민희 앤디 & 추소영 천명훈 & 사강 하석진 & 이지현       |                                                    |
| 17 ~ 18 | 8월 13일 ~ 8월 20일   | 남자 : 신혜성, 팀, 하석진, 김지석, 송호범, 신정환, 천명훈 여자 : 전혜빈, 장영란, 서지영, 홍수아, 추소영, 다나, 정유미             | 신혜성 & 홍수아 김지석 & 다나 하석진 & 정유미 팀 & 서지영                                     |                                                    |
| 19 ~ 20 | 8월 27일 ~ 9월 3일    | 남자 : 구준엽, 민경훈, 하석진, 하하, 김예준, 신정환, 천명훈 여자 : 전혜빈, 장영란, 빈우, 서지영, 서인영, 선우선, 화란             | 천명훈 & 화란 하석진 & 전혜빈 하하 & 선우선 구준엽 & 서인영                                   |                                                    |
| 21 ~ 23 | 9월 10일 ~ 9월 24일   | 남자 : 김종국, 유노윤호, 믹키유천, 김지석, 송호범, 신정환, 천명훈 여자 : 전혜빈, 장영란, 황보, 이지혜, 임정은, 상미린아, 길건     | 김종국 & 전혜빈 김지석 & 상미린아 믹키유천 & 황보                                             | 22회(9월 17일)는 추석특집 하이라이트 방송으로 편성 |
| 24 ~ 25 | 10월 1일 ~ 10월 8일   | 남자 : 민우, 성시경, MC몽, 김현중, 송호범, 신정환, 천명훈 여자 : 전혜빈, 장영란, 이지혜, 임정은, 서영희, 이채, 류다영             |                                                                                               |                                                    |
| 26 ~ 27 | 10월 15일 ~ 10월 22일 | 남자 : 장우혁, 구준엽, 유노윤호, 김지석, 노유민, 신정환, 천명훈 여자 : 전혜빈, 장영란, 서지영, 수진, 오승은, 추소영, 한효주       | 장우혁 & 서지영 김지석 & 수진 구준엽 & 한효주 유노윤호 & 추소영                               |                                                    |
| 28 ~ 29 | 10월 29일 ~ 11월 5일  | 남자 : 이민우, 김종민, 이성진, 김정남, 김현중, 이태성, 신정환, 천명훈 여자 : 전혜빈, 장영란, 오승은, 추소영, 배슬기, 황정음, 이채 | 김현중 & 오승은 이태성 & 황정음 이민우 & 전혜빈 김종민 & 배슬기 이성진 & 장영란 천명훈 & 이채 |                                                    |
| 30 ~ 31 | 11월 12일 ~ 11월 19일 | 남자 : 환희, 브라이언, 구준엽, 이태성, 원우, 신정환, 천명훈 여자 : 전혜빈, 장영란, 채연, 심은진, 오승은, 배슬기, 한효주           | 구준엽 & 한효주 브라이언 & 장영란 환희 & 전혜빈 원우 & 심은지 이태성 & 배슬기                 |                                                    |
| 32 ~ 33 | 11월 26일 ~ 12월 3일  | 남자 : 장우혁, 유노윤호, 믹키유천, 동해, 붐, 천명훈, 김종민 여자 : 전혜빈, 서지영, 이윤미, 배슬기, 황정음, 단지, 송재윤           | 장우혁 & 서지영 유노윤호 & 전혜빈 김종민 & 배슬기 믹키유천 & 황정음                           |                                                    |
| 34 ~ 35 | 12월 10일 ~ 12월 17일 | 남자 : 장우혁, 이민우, 성시경, 타블로, 김종민, 천명훈, 붐 여자 : 전혜빈, 채연, 이윤미, 한효주, 황정음, 배슬기, 베니               | 이민우 & 이윤미 장우혁 & 전혜빈 타블로 & 한효주 성시경 & 베니                                 |                                                    |
| 36 ~ 37 | 12월 24일 ~ 12월 31일 | 남자 : 장우혁, 테이, 김희철, 김종민, 천명훈, 김지석, 왕배 여자 : 전혜빈, 심은진, 박정아, 홍수아, 배슬기, 수진, 하린               | 김종민 & 수진 테이 & 하린 김희철 & 심은진 장우혁 & 박정아 김지석 & 홍수아                     |                                                    |

### 2006년
| 회차    | 방송일              | 출연진 | 퍼펙트 커플                                                                                   | 비고                                        |
| ------- | ------------------- | --- | --------------------------------------------------------------------------------------------- | ------------------------------------------- |
| 38 ~ 39 | 1월 7일 ~ 1월 14일  | 남자 : 김종국, MC몽, 이성진, 천명훈, 김종민, 김지석, 김형준, 박정민 여자 : 전혜빈, 채연, 서지영, 심은진, 빈우, 서인영, 배슬기, 황정음         | MC몽 & 서지영 박정민 & 배슬기 이성진 & 황정음 김지석 & 심은진                                 |                                             |
| 40 ~ 42 | 1월 21일 ~ 2월 4일  | 남자 : 장우혁, 구준엽, 윤정수, 천명훈, 김종민, 김태현, 김지석, 라이언 여자 : 전혜빈, 빈우, 서영희, 황정음, 강정화, 배슬기, 이예원, 정시아     | 라이언 & 배슬기 천명훈 & 이예원 장우혁 & 전혜빈 김지석 & 황정음 김종민 & 서영희 구준엽 & 빈우 | 연애편지 겨울이야기 태국 푸껫에서 촬영      |
| 43 ~ 44 | 2월 11일 ~ 2월 18일 | 남자 : 이민우, 환희, 브라이언, 천명훈, 김종민, 김지석, 최시원, 최권 여자 : 심은진, 채연, 오승은, 배슬기, 조정린, 성은, 이예원, 차현정         | 김종민 & 차현정 브라이언 & 채연 환희 & 심은진 김지석 & 조정린 이민우 & 이예원 최시원 & 배슬기 |                                             |
| 45 ~ 46 | 2월 25일 ~ 3월 4일  | 남자 : 천명훈, 김종민, 브라이언, 타블로, 테이, 김희철, 김지석, 우수 여자 : 바다, 채연, 배슬기, 황정음, 수진, 차현정, 황보라, 권민희           | 김지석 & 황정음 타블로 & 바다 브라이언 & 배슬기 테이 & 수진                                   |                                             |
| 47 ~ 48 | 3월 11일 ~ 3월 18일 | 남자 : 김종민, 브라이언, 천명훈, 환희, 최시원, 김태현, 라이언, 조빈 여자 : 심은진, 수진, 배슬기, 조정린, 윤비서, 이언정, 곽지민, 황보라, 성은 | 브라이언 & 수진 환희 & 이언정 라이언 & 황보라 김태현 & 심은진 최시원 & 배슬기 김종민 & 성은   |                                             |
| 49 ~ 50 | 3월 25일 ~ 4월 1일  | 남자 : 이승기, 최시원, 김기범, 조계형, 천명훈, 김종민, 브라이언, 오창훈 여자 : 바다, 채연, 정음, 수진, 배슬기, 조정린, 황보라, 곽지민         | 천명훈 & 바다 김종민 & 황정음 브라이언 & 배슬기 오창훈 & 황보라 이승기 & 채연 김기범 & 수진   |                                             |
| 51 ~ 52 | 4월 8일 ~ 4월 15일  | 남자 : 윤정수, 천명훈, 김종민, 최시원, 김태현, 조계형, 서재경, 이재윤 여자 : 바다, 황정음, 수진, 배슬기, 황보라, 민서현, 김수현, 윤소영       |                                                                                               |                                             |
| 53 ~ 54 | 4월 22일 ~ 4월 29일 | 남자 : 윤정수, 천명훈, 김종민, 팀, 테이, 최성준, 김경록, 성민 여자 : 바다, 채연, 수진, 아유미, 조정린, 배슬기, 유설아, 최나                   |                                                                                               |                                             |
| 55 ~ 57 | 5월 6일 ~ 5월 20일  | 남자 : 윤정수, 천명훈, 김종민, 환희, 브라이언, 팀, 최성준, 조계형 여자 : 바다, 박정아, 황정음, 수진, 오주은, 조민아, 유인영, 김수현           |                                                                                               | 연애편지 봄 이야기 인도네시아 발리에서 촬영 |

## 이모저모
- 2003년 가을개편 때 시청자들의 비난으로 폐지된 짝짓기 프로그램의 단점을 전혀 개선하지 않고 답습해 왔다는 지적을 받아왔으며 2004년 10월 민주언론시민연합 방송모니터위원회로부터 '이달의 유감방송'에 선정되는 불명예를 안았다.[1]

## 특집방송
- 2006년 1월 21일 ~ 2월 4일 : 태국 푸켓에서 〈연애편지 - 겨울 이야기〉 특집을 방송했다.
- 2006년 5월 6일 ~ 5월 20일 : 인도네시아 발리에서 〈연애편지 - 봄 이야기〉 특집을 방송했다.
- 2006년 8월 5일 ~ 8월 19일 : 태국 푸켓에서 〈연애편지 - 여름 이야기〉 특집을 방송했다.